# Order Juana Mory Fernándeza
Order Narodowy Juana Mory Fernándeza (his. Orden Nacional Juan Mora Fernández) – order kostarykański ustanowiony 11 lipca 1991, w celu odznaczania obcokrajowców za szczególne zasługi dla stosunków międzynarodowych pomiędzy ich krajami a Kostaryką. To odznaczenie państwowe nosi imię pierwszego prezydenta tego kraju Juana Mory Fernándeza (1784-1854).
Dzieli się na sześć klas:
- I klasa: Krzyż Wielki ze Złotą Gwiazdą  (Gran Cruz Placa de Oro)
- II klasa:  Krzyż Wielki ze Srebrną Gwiazdą (Gran Cruz Placa de Plata)
- III klasa: Wielki Oficer (Gran Oficial)
- IV klasa: Komandor (Comendador)
- V klasa: Oficer (Oficial)
- VI klasa: Kawaler (Caballero)

## Odznaczeni
M.in.:
- 1993: król Hiszpanii Jan Karol I Burbon – I kl.
- 1993: królowa Hiszpanii Zofia Grecka – I kl.
- 1993: ambasador Norwegii Knut Vollebæk - II kl.
- 2004: ambasador Polski Ryszard Schnepf – II kl.
- 2007: ambasador Japonii Kōichirō Matsuura – II kl.